# 찰리 부스
찰리 부스(영어: Charlie Booth, 1903년 10월 1일 ~ 2008년 5월 20일)는 호주의 육상 선수이자 스타팅 블록을 발명한 발명가이다.

## 경력
찰리 부스는 1939년에 우승할 때까지 호주에서 가장 오래된 단거리 달리기 경주인 스타웰 기프트(Stawell Gifts)에 여러번 참가했다. 그는 또한 정비공으로도 일했다. 부스는 그의 아버지와 함께 육상에서 쓰는 스타팅 블록을 발명한 것으로 알려져 있다.
그가 처음으로 T바와 나무토막을 반으로 잘라 만든 자신의 발명품을 경주에 사용했을 때, 그는 평생 자격을 박탈당했었으나 그 결정은 몇 주 후에 뒤집혔다.
2006년, 당시 102세였던 찰리 부스는 40대 이상만 참가할 수 있는 특별 스타웰 기프트 경주에 출전하기를 원했지만 결국 참가하지 않았다. 당시 우승자에게는 돼지를 줬었다.